# Нестеровка (Новосибирская область)
Не́стеровка — деревня в Карасукском районе Новосибирской области. Входит в состав Калиновского сельсовета.

## География
Площадь деревни — 48 гектаров

## Население
| 2002 | 2007 | 2010 |
| ---- | ---- | ---- |
| 159  | ↘149 | ↗183 |

## История
Основана в 1832 году. В 1928 году село Нестерово состояло из 460 хозяйств, основное население — украинцы. В административном отношении являлось центром Нестеровского сельсовета Черно-Курьинского района Славгородского округа Сибирского края.

## Инфраструктура
В деревне по данным на 2007 год функционируют 1 учреждение здравоохранения, 1 образовательное учреждение.